# Justiça retributiva
Justiça retributiva é um conceito legal pelo qual o infrator recebe punição proporcional ou similar ao crime. Ao contrário da vingança, a retribuição — e, portanto, a justiça retributiva — não é pessoal, é dirigida apenas ao mal, tem limites inerentes, não envolve prazer no sofrimento dos outros (ou seja, schadenfreude, sadismo) e emprega padrões processuais. A justiça retributiva contrasta com outros propósitos de punição, como dissuasão (prevenção de crimes futuros), exílio (prevenção de oportunidades) e reabilitação do infrator.
O conceito é encontrado na maioria das culturas do mundo e em muitos textos antigos. Os textos clássicos que defendem a visão retributiva incluem De Legibus de Cícero (século I a.C.), Ciência do Direito de Immanuel Kant (1790), e Elementos da Filosofia do Direito de Georg Wilhelm Friedrich Hegel (1821). A presença da justiça retributiva na cultura judaica antiga é demonstrada pela sua menção na lei de Moisés, que se refere às punições de "vida por vida, olho por olho, dente por dente, mão por mão, pé por pé", como também atestado no Código de Hamurabi. Documentos afirmam valores semelhantes em outras culturas, embora o julgamento sobre se uma punição específica é apropriadamente severa possa variar muito entre culturas e indivíduos, de acordo com as circunstâncias.

## História
Em todos os sistemas jurídicos antigos, a retribuição por erros tinha precedência sobre a aplicação de direitos. Um senso de lei natural exigia que um criminoso fosse punido com perdas e dores semelhantes às infligidas à sua vítima. Portanto, o conceito de lex talionis (olho por olho) era comum no direito antigo. O Código de Hamurabi inclui o exemplo mais antigo de lex talionis, e a Bíblia Hebraica também inclui um mandamento: middah ke-neged middah (lei da 'medida por medida'). O advogado e filósofo romano Cícero propôs "que a punição seja adequada à ofensa" (em latim: noxiae poena par esto), dando exemplos de violência punida com a morte, multas impostas aos condenados por ganância, etc.
No final do século XVIII, o filósofo Immanuel Kant argumentou que a retribuição é a única forma legítima de punição que o tribunal pode prescrever:
A punição judicial nunca pode ser usada meramente como um meio de promover algum outro bem para o próprio criminoso ou para a sociedade civil, mas, em vez disso, deve ser imposta a ele somente com base no fato de ter cometido um crime. Metafísica da Moral § 49 E.
Kant considerava a punição uma questão de justiça, que deve ser executada pelo Estado em prol da lei, não em benefício do criminoso ou da vítima. Ele argumenta que se os culpados não forem punidos, a justiça não será feita e se a justiça não for feita, então a própria ideia de lei será prejudicada.
Uma das razões para o abandono da retribuição por muitos sistemas jurídicos no século XX foi o abandono do conceito de autonomia pessoal, que havia caído em descrédito. Embora a justiça retributiva seja geralmente considerada como uma pedra angular da punição criminal, foi demonstrado que ela também desempenha um papel no direito privado.